# Chilehexops misionensis
Espèce
Chilehexops misionensis est une espèce d'araignées mygalomorphes de la famille des Euagridae.

## Distribution
Cette espèce est endémique de la province de Misiones en Argentine,. Elle se rencontre vers Wanda.

## Description
La femelle holotype mesure 3,15 mm et le mâle paratype 2,63 mm.

## Étymologie
Son nom d'espèce, composé de misione[s] et du suffixe latin -ensis, « qui vit dans, qui habite », lui a été donné en référence au lieu de sa découverte.

## Publication originale
- Goloboff, 1989 : Una nueva especie de Dipluridae (Araneae): Chilehexops misionensis. Revista de la Sociedad Entomologica Argentina, vol. 45, p. 77-83.